# Borrado de la memoria
El borrado de la memoria es la eliminación artificial selectiva de recuerdos o asociaciones del cerebro.

## Descripción general
Se ha demostrado que el borrado de la memoria es posible en algunas condiciones experimentales; algunas de las técnicas que se están investigando actualmente son: amnesia inducida por fármacos, supresión selectiva de la memoria, destrucción de neuronas, interrupción de la memoria, consolidación  y la alteración de mecanismos moleculares específicos.
Hay muchas razones por las que se están realizando investigaciones sobre la eliminación selectiva de recuerdos. Los pacientes potenciales para esta investigación incluyen pacientes con trastornos psiquiátricos como el trastorno por estrés postraumático o el trastorno por consumo de sustancias, entre otros.
El borrado de la memoria también aparece en numerosas obras de ficción, con métodos y propiedades ficticias que no  corresponden necesariamente con la realidad científica.

## Historia reciente
Las investigaciones enfocadas a lograr una mejor comprensión de lo que son los recuerdos se han estado realizando durante muchos años, de esta manera también lo ha hecho la investigación sobre el borrado de la memoria. La base de la historia reciente del borrado de la memoria se ha centrado en determinar cómo el cerebro mantiene activamente almacenados los recuerdos y los recupera. Ha habido varios casos en los que los investigadores han encontrado medicamentos que, cuando se aplican a ciertas áreas del cerebro, generalmente el cuerpo amigdalino, tienen un éxito relativo en poder borrar algunos recuerdos. Ya en 2009, los investigadores lograron rastrear y destruir las neuronas implicadas en el soporte del tipo específico de memoria que intentaban borrar. Estas neuronas fueron tratadas usando el virus del herpes simple (HSV) con replicación defectuosa para aumentar la proteína de unión al elemento de respuesta al monofosfato de adenosina cíclico (CREB) en ellas. Como resultado, las neuronas se activaron en la memoria o prueba del miedo con mucha más frecuencia tanto en los ratones de tipo salvaje como en los deficientes en CREB. Para el estudio se utilizaron ratones transgénicos, lo que permitió utilizar la toxina diftérica para atacar preferentemente las células que sobreexpresaban CREB, ya que estas eran las células más probablemente implicadas con los recuerdos del miedo. Esto provocó el borrado de la memoria objetivo, pero permitió que los ratones aún formaran nuevos recuerdos de miedo, lo que confirmó que las células estaban involucradas solo en almacenar recuerdos de miedo y no en formarlos.
Además del enfoque biotecnológico para estudiar la memoria, desde hace varios años también se están realizando investigaciones en psiquiatría sobre cómo funcionan los recuerdos. Se han realizado algunos estudios que demuestran que algunas terapias conductuales pueden borrar los malos recuerdos. Hay cierta evidencia de que la terapia psicodinámica y otras técnicas energéticas  pueden ayudar a olvidar recuerdos, entre otros problemas psiquiátricos; si bien no existe un enfoque terapéutico comprobado para tratar de borrar los malos recuerdos.

## Pacientes potenciales
Hay varios tipos diferentes de pacientes posibles que tienen el potencial de obtener grandes beneficios del borrado selectivo de la memoria; estos incluyen personas con adicción a las drogas o trastorno de estrés postraumático (TEPT). Los pacientes con TEPT pueden incluir veteranos de guerra, personas que presenciaron eventos horribles, víctimas de crímenes violentos y muchos otros eventos posiblemente traumáticos. Estos pacientes potenciales tienen recuerdos no deseados que pueden ser absolutamente devastadores para su vida diaria y provocar que no puedan funcionar correctamente.
La investigación continúa y en 2020 los investigadores estaban buscando nuevos enfoques potenciales para el tratamiento del TEPT.

## Diferentes tipos de recuerdos
Hay tres tipos principales de memoria: memoria sensorial, memoria a corto plazo y memoria a largo plazo. La memoria sensorial, en pocas palabras, es la capacidad de retener información sensorial durante un corto período de tiempo, por ejemplo, mirar un objeto y poder recordar cómo se veía momentos después. La memoria a corto plazo es la memoria que permite a una persona recordar un período corto de tiempo, este puede ser desde unos segundos hasta un minuto. La memoria a corto plazo permite a las personas recordar lo que sucedió durante ese breve lapso sin tener que practicar la memoria. La memoria a largo plazo tiene una capacidad mucho mayor que las dos anteriores y, de hecho, almacena información de ambos tipos de memoria para crear una memoria de gran tamaño y duradera. La memoria a largo plazo es el principal objetivo de las investigaciones sobre el borrado selectivo de la memoria.
Dentro de la memoria a largo plazo existen varios tipos de retención. La memoria implícita (o "memoria muscular") se describe generalmente como la capacidad de recordar cómo utilizar objetos o movimientos específicos del cuerpo (por ejemplo, utilizar un martillo). La memoria explícita (o «memoria declarativa») es aquella a la que una persona puede recurrir conscientemente para recordar.
La memoria explícita se puede dividir en otras subcategorías: memoria episódica, que es la memoria de eventos específicos y la información que los rodea, y memoria semántica, que es la capacidad de recordar información factual (por ejemplo, lo que significan los números).
Un tipo de memoria que genera gran preocupación en cuanto al borrado de la memoria son los recuerdos emocionales. Estos recuerdos a menudo implican varios aspectos diferentes de información que pueden provenir de una variedad de las diferentes categorías de recuerdos mencionadas anteriormente. Estos recuerdos emocionales son recuerdos poderosos que pueden provocar fuertes efectos fisiológicos en una persona. Un ejemplo de memoria emocional se puede encontrar en pacientes con TEPT, para estos pacientes un evento traumático ha dejado una memoria emocional duradera que puede tener efectos poderosos en una persona incluso sin que esta recupere conscientemente la memoria.

## Investigación actual

### Amnesia inducida por fármacos
La amnesia inducida por fármacos es la idea de perder o inhibir selectivamente la creación de recuerdos usando drogas. La amnesia se puede utilizar como tratamiento para pacientes que han experimentado un trauma psicológico o para procedimientos médicos en los que la anestesia total no es una opción. La amnesia inducida por fármacos también es un efecto secundario de otras drogas como el alcohol y el flunitrazepam.
Hay otras drogas que también pueden provocar que sus usuarios entren en un estado amnésico, algunos ejemplos son el triazolam, el midazolam y el diazepam.

### Alteración de los mecanismos moleculares
Cada vez hay más información que demuestra que la memoria depende en gran medida de la plasticidad sináptica del cerebro, y que gran parte de esta depende de su capacidad para mantener la potenciación a largo plazo (PLP). Los estudios sobre LTP también han comenzado a indicar que existen varios mecanismos moleculares que pueden estar en la base del almacenamiento de la memoria. Un enfoque más reciente para borrar los recuerdos y las asociaciones que el cerebro hace con los objetos es alterar mecanismos moleculares específicos en el cerebro que mantienen activos los recuerdos.
Los adictos en recuperación a la metanfetamina (METH) han informado que la visión de ciertos objetos, como un encendedor, chicle o parafernalia de drogas, puede causar antojos masivos que a veces pueden llevar a una ruptura de su fortaleza mental y hacerlos recaer. Esto indica que los recuerdos a largo plazo pueden ser invocados por diversas asociaciones que se hicieron con el recuerdo sin el esfuerzo consciente de la persona. Con una creencia cada vez mayor de que los recuerdos están respaldados en gran medida por la plasticidad funcional y estructural derivada de la polimerización de F-actina en las espinas dendríticas postsinápticas en las sinapsis excitatorias. Se han realizado investigaciones recientes para abordar esta polimerización de F-actina mediante el uso de despolimerización directa de actina o un inhibidor de miosina II para interrumpir la F-actina polimerizada relacionada con las asociaciones de memoria METH. El estudio indicó que los tipos de asociaciones pueden verse alterados días o semanas después de la consolidación. Aunque las técnicas de despolimerización no tuvieron efecto sobre las asociaciones basadas en recompensas alimentarias o en las asociaciones basadas en choques, los resultados demuestran la idea de que el citoesqueleto de actina de las memorias asociadas a la metanfetamina cambia constantemente, lo que lo hace excepcionalmente sensible a la despolimerización durante la fase de mantenimiento. Esta es una de las primeras evidencias que muestran que los recuerdos creados con diferentes asociaciones se mantienen activamente utilizando diferentes sustratos moleculares. Estos resultados también muestran que el citoesqueleto de actina puede ser un objetivo prometedor para la interrupción selectiva de recuerdos no deseados a largo plazo.

### Supresión selectiva de la memoria
La supresión selectiva de memoria es la idea de que alguien puede bloquear conscientemente un recuerdo no deseado. Se han intentado varias técnicas terapéuticas o de entrenamiento diferentes para poner a prueba esta idea con distintos grados de éxito. Muchas de estas técnicas se centran en bloquear la recuperación de un recuerdo utilizando técnicas de supresión para enseñar lentamente al cerebro a suprimir el recuerdo. Aunque algunas de estas técnicas han sido útiles para algunas personas, no se ha demostrado que sean una solución clara para olvidar los recuerdos. Debido a que estos recuerdos no se borran verdaderamente sino que simplemente se suprimen, la cuestión de cuán permanente es la solución y qué sucede realmente con los recuerdos puede ser inquietante para algunos.
La supresión selectiva de la memoria también es algo que puede ocurrir sin que la persona sea consciente de estar suprimiendo la creación y recuperación de recuerdos no deseados. Cuando esto ocurre sin que la persona lo sepa, generalmente se habla de inhibición de la memoria; el recuerdo en sí se denomina memoria reprimida.

#### Interrupción de la reconsolidación de la memoria
Una de las formas en que los científicos han intentado borrar estos recuerdos a través de la supresión es interrumpiendo la reconsolidación de un recuerdo. La consolidación de la memoria es cuando una persona revive un recuerdo, generalmente uno que le causa temor, este se vuelve susceptible de alteración y luego se almacena nuevamente. Esto ha llevado a muchos investigadores a creer que este período de tiempo es el mejor para alterar o borrar los recuerdos. Los estudios han demostrado que a través del entrenamiento conductual los resultados mostraron que fueron capaces de borrar recuerdos al manipularlos durante la fase de reconsolidación.

### Destrucción de neuronas
Dada la evidencia que muestra que diferentes recuerdos excitan diferentes neuronas o sistemas de neuronas en el cerebro, también se está investigando la técnica de destruir neuronas seleccionadas en el cerebro para borrar recuerdos específicos. Se han comenzado a realizar estudios para investigar la posibilidad de utilizar diversas toxinas junto con biotecnología que permita a los investigadores ver qué áreas del cerebro se están utilizando durante el proceso de aprendizaje de recompensa de crear un recuerdo para destruir neuronas objetivo. En un artículo publicado en 2009, los autores demostraron que las neuronas de la amígdala lateral que tenían un nivel más alto de proteína de unión al elemento de respuesta al monofosfato de adenosina cíclico (CREB) se activaban principalmente con respecto a otras neuronas por la expresión de la memoria del miedo. Esto les indicó que estas neuronas estaban directamente involucradas en la formación del rastro de memoria para ese recuerdo de miedo. Luego procedieron a entrenar a ratones utilizando condicionamiento del miedo para producir un recuerdo de miedo. Procedieron a comprobar cuáles de las neuronas sobreexpresaban CREB y luego, utilizando una estrategia inducible de toxina diftérica, destruyeron esas neuronas, lo que resultó en un borrado persistente y fuerte de la memoria del miedo.
Los investigadores también han descubierto que los niveles del neurotransmisor acetilcolina también pueden afectar qué recuerdos son más prominentes en nuestras mentes.
Debido a la falta de comprensión del cerebro, esta técnica de destrucción de neuronas puede tener un efecto mucho mayor en el paciente que la simple eliminación de los recuerdos previstos. Debido a esta naturaleza compleja del cerebro, otro enfoque que podría adoptarse sería aturdir a las neuronas en lugar de destruirlas.

### Optogenética
Una forma de borrar selectivamente los recuerdos podría ser posible mediante la optogenética, un tipo de terapia genética que se dirige a neuronas específicas. En 2017, investigadores de Stanford demostraron una técnica para observar cientos de neuronas disparando en el cerebro de un ratón vivo, en tiempo real, y vincularon esa actividad con el almacenamiento de información a largo plazo. Al utilizar un virus para desencadenar la producción de una proteína sensible a la luz en las neuronas vinculadas al miedo, podrían borrar la memoria debilitando las vías que utilizan la luz.

## Problemas de medición
Existe una cuestión epistemológica a la hora de determinar si la ausencia de evidencia (es decir, rastro de memoria) es evidencia de ausencia. En estudios experimentales, la ausencia de comportamiento indicativo de memoria a veces se interpreta como la ausencia de rastros de memoria; sin embargo, el deterioro de la memoria puede ser temporal debido a déficits en el recuerdo. Alternativamente, la huella de la memoria puede ser latente y demostrable a través de sus efectos indirectos sobre el nuevo aprendizaje. El problema de la medición se agrava por el hecho de que los procesos de memoria son dinámicos y no siempre se manifiestan en ubicaciones únicas o en cambios estáticos y fácilmente identificables que puedan detectarse con las tecnologías actuales.
Michael Davis, investigador de la Universidad Emory, sostiene que el borrado completo sólo puede concluirse con seguridad si todos los eventos biológicos que ocurrieron cuando se formó el recuerdo vuelven a su estado original. El estado actual de la tecnología y la metodología puede no ser lo suficientemente sensible para detectar todo tipo de rastros de memoria. Davis sostiene que, dado que realizar estas mediciones en un organismo complejo es improbable, el concepto de borrado completo de la memoria (lo que él considera una "forma fuerte de olvido") no es útil científicamente.

## Ética
Como ocurre con la mayoría de las nuevas tecnologías, la idea de poder borrar recuerdos conlleva muchas cuestiones éticas. Una cuestión ética que surge es la idea de que, si bien hay algunos recuerdos extremadamente dolorosos de los que algunas personas (por ejemplo, los pacientes con TEPT) desearían librarse, no todos los recuerdos desagradables son malos. La capacidad de suavizar o borrar recuerdos podría tener efectos drásticos en el funcionamiento de la sociedad. La capacidad de recordar efectos desagradables del pasado tiene un enorme impacto en las acciones futuras que una persona pueda emprender. Recordar y aprender de los errores pasados es crucial en el desarrollo emocional de una persona y ayuda a garantizar que no repita errores anteriores. La capacidad de borrar la memoria también podría tener un impacto enorme en la ley. A la hora de determinar el resultado de un juicio, la capacidad de modificar la memoria podría tener un impacto enorme en el sistema judicial. Otra cuestión ética que surge es cómo utilizará el gobierno esta tecnología y qué restricciones deberían establecerse. A algunos les preocupa que si los soldados pueden ir a la batalla sabiendo que los recuerdos creados durante ese período de tiempo pueden simplemente borrarse, es posible que no puedan mantener la moral y los estándares militares. Muchos también son escépticos sobre quiénes deberían poder hacerse procedimientos, por lo que piden que se cree un conjunto de leyes para determinarlo.

## En la ficción
El borrado de la memoria también ha sido un tema de interés común en la ciencia ficción y otras ficciones. Varios cómics, programas de televisión y películas presentan borrados de memoria, incluidos Teléfono, Total Recall, Hombres de negro, Eternal Sunshine of the Spotless Mind, Black Mirror, The Bourne Identity, Heroes y Dollhouse de NBC. Las novelas que incluyen el borrado de la memoria incluyen El invencible de Stanisław Lem, algunas de las novelas de Harry Potter (incluida Harry Potter y la cámara secreta) de J. K. Rowling y El dador de Lois Lowry. Varias obras de Philip K. Dick tratan sobre borrados de memoria, entre ellas La paga (que sirvió de inspiración para Paycheck)  y Podemos recordarlo por usted al por mayor (que sirvió de inspiración para Total Recall).